# Ernest Cossart
Ernest Cossart, ursprungligen Emil Gottfried von Holst, född den 24 september 1876 i Cheltenham, Gloucestershire, England, död den 21 januari 1951 i New York, var en brittisk skådespelare. Han var bror till Gustav Holst.
Cossart kom till USA i början av 1900-talet, och från 1908-1949 medverkade han i ett otal produktioner på Broadway. Cossart medverkade även i runt 40 Hollywoodfilmer. Han spelade i filmerna mycket ofta roller som butler.

## Filmografi, urval
- 1936 – Det stulna paradiset
- 1936 – Den store Ziegfeld
- 1936 – Flickorna gör slag i saken
- 1939 – Envis som synden
- 1939 – Idolen i Tyrolen
- 1939 – Ljuset som försvann
- 1940 – Kitty Foyle – ung modern kvinna
- 1941 – En bit av himlen
- 1941 – Lärkan i skyn
- 1941 – Charley's Aunt
- 1942 – Ringar på vattnet
- 1945 – I kväll och varje kväll
- 1945 – Kärleksbreven
- 1946 – Husan som inte visste sin plats